# Panagrolaimus
Panagrolaimus es un género de nematodos de la familia Panagrolaimidae. Los científicos han estado reviviendo especímenes de este género que tienen más de 46.000 años.

## Especies
Contiene las siguientes especies:
- Panagrolaimus aberrans
- Panagrolaimus davidi
- Panagrolaimus dentritophagus
- Panagrolaimus fuchsi
- Panagrolaimus subelongatus